# Принцип разделимости
Принцип разделимости (или принцип отделимости) — один из принципов доказательств в математике, основанный на том, что некоторые не пересекающиеся множества могут быть некоторым образом разделены в пространстве. Являясь всего лишь принципом (а не аксиомой), принцип разделимости требует доказательства обоснованности применения в каждом конкретном случае.
Применение принципа разделимости существенно основано на выполнении аксиом отделимости для данного пространства.

## Отделимость в евклидовом пространстве
В конечномерном евклидовом пространстве {\displaystyle \mathbb {R} ^{n}} принцип разделимости работает всегда, в том смысле, что для любых двух замкнутых непересекающихся множеств существует поверхность, разделяющая пространство на две непересекающиеся части так, что каждое множество целиком принадлежит одной из этих частей.

## Отделимость в банаховом пространстве
В функциональных (в частности, банаховых) пространствах достаточно сложно гарантировать отделимость произвольных множеств. Тем не менее, в частных случаях задача решается достаточно легко. Например:
- Любые два непересекающихся выпуклых множества, одно из которых имеет непустую внутренность, можно разделить гиперплоскостью.
- Любые два непересекающихся замкнутых выпуклых множества, одно из которых компактно, можно сильно разделить гиперплоскостью.

## Связанные определения
Множества A и B в банаховом пространстве называются разделимыми, если существует такой функционал p, что для любых {\displaystyle a\in A}, {\displaystyle b\in B}
{\displaystyle \langle p,a\rangle \leq \langle p,b\rangle }
Множества A и B в банаховом пространстве называются сильно разделимыми, если существует такой функционал p, что для любых {\displaystyle a\in A}, {\displaystyle b\in B}
{\displaystyle \langle p,a\rangle <k<\langle p,b\rangle ,\,k\in {\mathcal {R}}}

## Применение
Принцип разделимости используется при доказательстве многих сильных геометрических утверждений. В частности, с его помощью обосновываются опорный принцип и теорема Фенхеля — Моро.